# Svatovík
Svatovík, auch Na Valech ist eine frühmittelalterliche slawische Burgstätte und Siedlung auf dem Gebiet der Gemeinde Veltruby im Okres Kolín in Tschechien.

## Lage
Svatovík befindet sich rechtsseitig der Elbe unterhalb der Einmündung des Baches Hluboký potok auf der Gemarkung von Hradišťko I. Nördlich liegt Jezeřany, südöstlich Hradišťko I und im Süden Klavary mit der Elbschleuse. Gegen Westen befindet sich die Halbinsel Dolní háj.

## Beschreibung
Die Niederungsburg wurde am linken Elbufer auf einer an drei Seiten durch eine Flussschlinge umflossenen Anhöhe angelegt. Die Anlage mit tropfenförmigem Grundriss hatte eine Ausdehnung von 2,3 ha und war durch 2–6 m hohe Ufer natürlich geschützt. Auf ihrem gesamten Umfang war sie durch eine 2 m starke Trockenmauer befestigt. Der einzige Zugang erfolgte von Südwesten her, wo sich vor der Mauer ein Wassergraben befand.
In Folge der Verlagerung des Flussbettes der früher stark mäandrierenden Elbe liegt die Anlage heute am rechten Elbufer, an der Stelle des Zuganges zur Burg fließt heute die Elbe. Die Befestigungsanlagen sind torsohaft erhalten. Die verbuschten Wälle sind inmitten eines Feldes gut erkennbar.
Seit 1987 ist die Anlage als Kulturdenkmal geschützt.

## Geschichte
Svatovík gehörte zu einer Gruppe von Burgstätten in den Elbsümpfen zwischen Libice nad Cidlinou und Kolín, die von der jüngeren bis zur späten Burgstättenzeit bestand, und ist die am besten erhaltene dieser Anlagen. Es wird angenommen, dass sie im Zeitraum zwischen 950 und 1250 genutzt wurde.
Bisher erfolgten nur wenige archäologische Untersuchungen, deren Ergebnisse nur zum Teil ausgewertet sind.
Die erste Beschreibung der Anlage erfolgte 1875 durch J. Vávra. In den Jahren 1889–1890 führten Josef Ladislav Píč und Jan Hellich an der Stelle der ehemaligen Akropolis oberflächliche Untersuchungen durch, bei denen sie verschiedene Scherben fanden.
1962 erfolgten Teiluntersuchungen unter Leitung von Miroslav Richter, bei denen steinerne Mauern, Keramik und Schlacke aufgefunden wurden. Im Bereich der Vorburg erfolgten 1990 Rettungsgrabungen durch Jiří Hrála und Zbyněk Sedláček, bei denen u. a. 13 Gräber, 26 Siedlungsobjekte, eine große Steintafel und ein Silberdenar aus der Zeit Herzog Boleslavs II. gefunden wurden. Bei Untersuchungen des westlichen Teils der Vorburg auf im Boden liegende metallische Gegenstände wurde 2012 u. a. ein Regensburger Sechspunktdenar Heinrichs des Zänkers entdeckt.